# Jakob Jud
Jakob Jud (ur. 12 stycznia 1882 w Wängi, zm. 15 czerwca 1952 w Seelisbergu) – szwajcarski językoznawca, romanista.
W latach 1922–1950 wykładał filologię romańską, lingwistykę i literaturę starofrancuską na Uniwersytecie Zuryskim. Współtworzył wydawnictwo pt. Sprach- und Sachatlas Italiens und der Südschweiz (osiem tomów, 1928–1940). W 1936 r., wraz z Arnaldem Steigerem, założył czasopismo „Vox Romanica”. Był członkiem zagranicznym Królewskiej Holenderskiej Akademii Sztuk i Nauk. 